# Lost Highway (Album)
Lost Highway (englisch für „Untergegangene Schnellstraße“) ist das zehnte Studioalbum der US-amerikanischen Rockband Bon Jovi, das im Juni 2007 erschien.

## Entstehung und Veröffentlichung
Die Erstveröffentlichung von Lost Highway erfolgte am 8. Juni 2007 bei Island Records. Das Album erschien in seiner Originalausführung als CD mit zwölf Titeln (Katalognummer: 06025 1732808). Es erschien regional in diversen Ausführungen mit verschiedenen Bonusinhalten. Am 12. Januar 2008 erschien die sogenannte „Australasian Tour Edition“, die um eine Live-EP mit sechs Liedern erweitert wurde (Katalognummer: 1757239). Am 21. Mai 2010 erschien eine „Special Edition“, die das Standardalbum inklusive vier Liveaufnahmen von der Lost Highway Tour enthält (Katalognummer: 06025 2736723). Am 4. November 2016 erschien die Standardausführung erstmals als LP (Katalognummer: 06025 470 309-3 (1)).
Geschrieben wurden die Lieder von den Bon-Jovi-Mitgliedern Jon Bon Jovi und Richie Sambora, zusammen mit weiteren Koautoren, wie unter anderem John Barrett (Desmond Child) oder auch John Shanks. Allerdings war nur Jon Bon Jovi am Schreibprozess aller Lieder beteiligt, bei den Liedern Everybody’s Broken und Whole Lot of Leavin’ schrieb Sambora nicht mit. Für die Produktion zeichneten Dann Huff (6 Titel) und John Shanks (6 Titel) verantwortlich. Zwei Lieder sind in Zusammenarbeit mit anderen Künstlern entstanden. So wurde die Band in Til We Ain’t Strangers Anymore von LeAnn Rimes und We Got It Going On von Big & Rich unterstützt.

## Inhalt und Stil
Lost Highway sei nach Worten Jon Bon Jovis von Nashville inspiriert. Inspiriert von Country-Einflüssen wurde die Band durch den kommerziellen Erfolg der Single Who Says You Can’t Go Home (März 2006), vom Vorgängeralbum Have a Nice Day (September 2005), die als Duett mit Jennifer Nettles ausgekoppelt wurde und es an die Spitze der US-amerikanischen Countrycharts schaffte. Neben den Country-Einflüssen sind jedoch auch viele Hard-Rock-Lieder auf dem Album enthalten, sodass mit Lost Highway ein Rock-Country-Album entstanden ist.

## Titelliste
1. Lost Highway (Jon Bon Jovi, Richie Sambora, John Shanks) – 4:13
2. Summertime (Jon Bon Jovi, Richie Sambora, John Shanks) – 3:17
3. (You Want to) Make a Memory (Jon Bon Jovi, Richie Sambora, Desmond Child) – 4:36
4. Whole Lot of Leavin'  (Jon Bon Jovi, John Shanks) – 4:16
5. We Got It Going On (Jon Bon Jovi, Kenny Alphin, Richie Sambora, John Rich) – 4:12 (feat. Big & Rich)
6. Any Other Day (Jon Bon Jovi, Gordie Sampson, Richie Sambora) – 4:01
7. Seat Next to You (Jon Bon Jovi, Richie Sambora, Hillary Lindsey) – 4:21
8. Everybody's Broken (Jon Bon Jovi, Billy Falcon) – 4:11
9. Till We Ain't Strangers Anymore (Jon Bon Jovi, Richie Sambora, Brett James) – 4:43 (feat. LeAnn Rimes)
10. The Last Night (Jon Bon Jovi, Richie Sambora, John Shanks) – 3:32
11. One Step Closer (Jon Bon Jovi, Richie Sambora, John Shanks) – 3:35
12. I Love This Town (Jon Bon Jovi, Richie Sambora, Billy Falcon) – 4:37

### Bonustitel (Japan, Australien, Neuseeland und Großbritannien)
1. Lonely (Jon Bon Jovi, Desmond Child, Daryl Brown) – 3:56

### Bonustitel (Japan)
1. Put the Boy Back in Cowboy (Jon Bon Jovi) – 3:59

### Bonustitel (USA)
1. Walk Like a Man (Jon Bon Jovi) – 4:29

### Bonustitel der Special Edition
1. Lost Highway (Jon Bon Jovi, Richie Sambora, John Shanks) – 4:07 (Live)
2. We Got It Going On (Jon Bon Jovi, Kenny Alphin, Richie Sambora, John Rich) – 4:23 (Live)
3. Any Other Day (Jon Bon Jovi, Gordie Sampson, Richie Sambora) – 5:52 (Live)
4. I Love This Town (Jon Bon Jovi, Richie Sambora, Billy Falcon) – 4:55 (Live)

## Lost Highway: The Concert
Am 23. November 2007 erschien mit dem Videoalbum Lost Highway: The Concert eine Konzertaufzeichnung, die unter anderem aus dem kompletten Lost-Highway-Album besteht. Diese Aufnahme ist ebenfalls auf CD erschienen. Es handelt sich um das erste Mal, dass Bon Jovi ein komplettes Album am Stück live spielten.
1. Lost Highway
2. Summertime
3. (You Want to) Make a Memory
4. Whole Lot of Leavin'
5. We Got It Going On
6. Any Other Day
7. Seat Next to You
8. Everybody's Broken
9. Till We Ain't Strangers Anymore
10. The Last Night
11. One Step Closer
12. I Love This Town
13. It’s My Life
14. Wanted Dead Or Alive
15. Who Says You Can't Go Home

## Singleauskopplungen
| Jahr | Titel                           | Höchstplatzierung, Gesamtwochen, AuszeichnungChartplatzierungen (Jahr, Titel, , Platzierungen, Wochen, Auszeichnungen, Anmerkungen) | Höchstplatzierung, Gesamtwochen, AuszeichnungChartplatzierungen (Jahr, Titel, , Platzierungen, Wochen, Auszeichnungen, Anmerkungen) | Höchstplatzierung, Gesamtwochen, AuszeichnungChartplatzierungen (Jahr, Titel, , Platzierungen, Wochen, Auszeichnungen, Anmerkungen) | Höchstplatzierung, Gesamtwochen, AuszeichnungChartplatzierungen (Jahr, Titel, , Platzierungen, Wochen, Auszeichnungen, Anmerkungen) | Höchstplatzierung, Gesamtwochen, AuszeichnungChartplatzierungen (Jahr, Titel, , Platzierungen, Wochen, Auszeichnungen, Anmerkungen) | Anmerkungen                                               |
| Jahr | Titel                           | DE | AT | CH | UK | US | Anmerkungen                                               |
| ---- | ------------------------------- | --- | --- | --- | --- | --- | --------------------------------------------------------- |
| 2007 | (You Want to) Make a Memory     | DE5 (15 Wo.)DE | AT3 (23 Wo.)AT | CH5 (20 Wo.)CH | UK33 (1 Wo.)UK | US27 Gold · (20 Wo.)US | Erstveröffentlichung: 18. Mai 2007                        |
| 2007 | Lost Highway                    | DE36 (5 Wo.)DE | AT41 (5 Wo.)AT | — | — | — | Erstveröffentlichung: 9. September 2007                   |
| 2007 | Till We Ain’t Strangers Anymore | DE39 (8 Wo.)DE | — | — | — | — | Erstveröffentlichung: 30. November 2007 feat. LeAnn Rimes |
| 2008 | Whole Lot of Leavin’            | DE41 (9 Wo.)DE | AT22 (17 Wo.)AT | — | — | — | Erstveröffentlichung: Mai 2008                            |

## Rezeption

### Rezensionen
Die Kritiker, sowohl national als auch international, äußerten sich überwiegend positiv über die Stilerweiterung der Band. So schrieb etwa Frank Albrecht im Rock-Hard-Magazin: „Die etwas zackigere Marschroute der letzten beiden Longplayer halten Bon Jovi auf Lost Highway nicht, als Langweiler kann man das zehnte Studiowerk der New-Jersey-Rocker trotzdem kaum bezeichnen. Okay, vielleicht hat man dem Gesamtpaket ein wenig zu viel Weichspüler beigefügt, aber zum einen dürfen Bon Jovi das, und zum anderen rockt dieses Ding stellenweise immer noch sehr ordentlich. Dazu haben Bon Jovi selbstverständlich auch wieder die unvermeidlichen Balladen im Angebot, spielen aber andererseits auch gelegentlich mit ein paar Country-&-Western-Elementen oder bewegen sich im Singer/Songwriter-Metier. Eindimensional ist Lost Highway also auf keinen Fall. Was allerdings fehlt, ist ein Überhit der Marke It´s My Life oder Have a Nice Day. Das größte Ohrwurm-Potenzial dürften Summertime und I Love This Town haben, gleichzeitig zwei der absoluten Highlights dieser grundsoliden Platte.“ Er vergab 7 von zehn möglichen Punkten.

### Verwendung in den Medien
Der Titelsong des Albums wurde im Abspann des Films Born to be Wild – Saumäßig unterwegs verwendet.

## Kommerzieller Erfolg

### Chartplatzierungen
Lost Highway avancierte zum Nummer-eins-Erfolg in Dänemark, Deutschland, Japan, Niederlanden, Österreich, der Schweiz und den Vereinigten Staaten. Während es in Deutschland zum fünften Nummer-eins-Album der Band wurde, ist es in den Vereinigten Staaten nach Slippery When Wet (August 1986) und New Jersey (September 1988) das dritte Nummer-eins-Album.
| ChartsChartplatzierungen       | Höchstplatzierung | Wochen |
| ------------------------------ | ----------------- | ------ |
| Deutschland (GfK)              | 1 (49 Wo.)        | 49     |
| Österreich (Ö3)                | 1 (28 Wo.)        | 28     |
| Schweiz (IFPI)                 | 1 (18 Wo.)        | 18     |
| Vereinigte Staaten (Billboard) | 1 (45 Wo.)        | 45     |
| Vereinigtes Königreich (OCC)   | 2 (11 Wo.)        | 11     |

| ChartsJahrescharts (2007)      | Platzierung |
| ------------------------------ | ----------- |
| Deutschland (GfK)              | 15          |
| Österreich (Ö3)                | 13          |
| Schweiz (IFPI)                 | 17          |
| Vereinigte Staaten (Billboard) | 49          |
| Vereinigtes Königreich (OCC)   | 92          |

| ChartsJahrescharts (2008)      | Platzierung |
| ------------------------------ | ----------- |
| Deutschland (GfK)              | 65          |
| Vereinigte Staaten (Billboard) | 160         |

### Auszeichnungen für Musikverkäufe
Das Album verkaufte sich laut Schallplattenauszeichnungen weltweit über 1,9 Millionen Mal. Es verkaufte sich alleine in Deutschland über eine Million Mal, davon über 292.000 Mal in der ersten Verkaufswoche.
| Land/Region                  | Auszeichnungen für Musikverkäufe (Land/Region, Auszeichnung, Verkäufe) | Verkäufe  |
| ---------------------------- | ---------------------------------------------------------------------- | --------- |
| Australien (ARIA)            | Gold                                                                   | 35.000    |
| Dänemark (IFPI)              | Platin                                                                 | 30.000    |
| Deutschland (BVMI)           | Platin                                                                 | 200.000   |
| Irland (IRMA)                | Gold                                                                   | 7.500     |
| Japan (RIAJ)                 | Gold                                                                   | 100.000   |
| Kanada (MC)                  | 3× Platin                                                              | 300.000   |
| Neuseeland (RMNZ)            | Gold                                                                   | 7.500     |
| Österreich (IFPI)            | 2× Platin                                                              | 40.000    |
| Russland (NFPF)              | Gold                                                                   | 10.000    |
| Schweiz (IFPI)               | Platin                                                                 | 40.000    |
| Spanien (Promusicae)         | Gold                                                                   | 30.000    |
| Ungarn (MAHASZ)              | Gold                                                                   | 3.000     |
| Vereinigte Staaten (RIAA)    | Platin                                                                 | 1.000.000 |
| Vereinigtes Königreich (BPI) | Gold                                                                   | 100.000   |
| Insgesamt                    | 8× Gold · 9× Platin ·                                                  | 1.900.000 |

Hauptartikel: Bon Jovi/Auszeichnungen für Musikverkäufe